# Gerd Honsik
Gerd Honsik (* 10. Oktober 1941 in Wien; † 7. April 2018 in Sopron) war ein österreichischer Neonazi und strafrechtlich verurteilter Holocaustleugner.

## Familie
Honsik stammte nach eigener Aussage am 27. April 1992 vor dem Landesgericht Wien aus einer „Familie von anständigen Nationalsozialisten“; der KZ-Kommandant Amon Göth war sein Onkel, was Honsik allerdings in einem Interview im Jahre 2005 bestritt.
Zu Schulzeiten wurde Honsik Mitglied der KÖStV Rugia Waidhofen (MKV), aus der er 1957 austrat und 1958 in Opposition zur Rugia die pennale Burschenschaft Markomannia Waidhofen wieder gründete. Aus dieser wurde er 1961 nach seiner Verhaftung ausgeschlossen.
Er war Mitglied des Ringes Freiheitlicher Studenten.

## Rechtsextreme Aktivitäten
1961 beteiligte sich Honsik an Anschlägen in Wien, unter anderem bewarf er mit Günther Kümel und Peter Melzer die italienische Botschaft mit einem Molotowcocktail und Schmähschriften. Dafür wurde er zu einer Haftstrafe verurteilt.
Ab 1967 war er ein führender Funktionär der Nationaldemokratischen Partei (NDP) in Österreich, die 1988 verboten wurde. 1976 wurde er in deren Bundesvorstand gewählt. Im selben Jahr wurde er u. a. wegen des Wurfs einer Rauchbombe in das Wiener Künstlerhaus zu 15 Monaten Haft verurteilt.
1979 wurde Honsik Mitglied im Redaktionsteam der Zeitschrift Die Babenberger und 1980 trat er dem Redaktionsteam der Nachfolgezeitschrift Halt. Wandzeitung des österreichischen Abwehrkampfes bei. In Anlehnung an den nationalsozialistisch geprägten Begriff „Endsieg“ trat er darin unter dem Pseudonym Gerhon Endsik auf. 1983 gründete er eine „Knut-Hamsun-Gesellschaft Wien“ und ihre Publikation Der Babenberger Literaturkreis.
1984 versuchte er eine Partei „Nationale Front“ zu gründen, die laut ihrem Programm Übungen „zur Beseitigung des Systems“ veranstaltete. Das österreichische Bundesministerium für Inneres untersagte jedoch die Gründungsversammlung.
1986 rief Honsik in seiner Zeitschrift Halt „die arabische Welt“ dazu auf, die „Entlarvung der Judenvergasung als den größten Propagandaschwindel der Weltgeschichte“ voranzutreiben und ihn dazu finanziell zu unterstützen. Der Aufruf wurde in der kuwaitischen Zeitung al-Balagh veröffentlicht.
Im Oktober 1987 wurde er „juristischer und ideologischer Berater“ der österreichischen „Volksbewegung“ (auch: „Volksbewegung gegen Überfremdung“ bzw. „Ausländer-Halt-Bewegung“ genannt). Von März 1988 bis April 1991 war er deren Vorsitzender.
1988 gab Honsik das Buch Freispruch für Hitler? 37 ungehörte Zeugen wider die Gaskammer heraus, in dem er den Holocaust leugnete und auch ein Interview mit dem untergetauchten NS-Kriegsverbrecher Alois Brunner abdruckte. Darum verurteilte ihn ein Geschworenengericht in Wien am 5. Mai 1992 wegen NS-Wiederbetätigung zu einer 18-monatigen Haftstrafe. Der Oberste Gerichtshof Österreichs (OGH) verwarf 1994 seine Nichtigkeitsbeschwerde und Berufung dagegen.
1990 verurteilte das Amtsgericht München Honsik wegen Volksverhetzung, Aufstachelung zum Rassenhass, Beleidigung und Verunglimpfung des Andenkens Verstorbener.
Daraufhin floh Honsik nach Spanien, wo Holocaustleugnung nicht strafbar ist. Von dort aus gab er in unregelmäßigen Abständen die Zeitschrift Halt weiter heraus, veröffentlichte den Holocaust leugnende und antisemitische Artikel und versandte rechtsextreme E-Mails.
Im Dezember 2005 bat Honsik den Botschafter des Iran in Deutschland um anwaltliche Hilfe für Ernst Zündel, der damals wegen Holocaustleugnung angeklagt war. Diese Kontakte sollen den Anstoß für die Holocaustleugnungskonferenz im Iran 2006 gegeben haben, an der Honsiks Anwalt Herbert Schaller teilnahm.
Am 23. August 2007 wurde Honsik aufgrund eines vom Wiener Straflandesgericht ausgestellten Europäischen Haftbefehls in Málaga festgenommen und am 4. Oktober 2007 an Österreichs Justiz ausgeliefert. Zuvor hatte Spanien Honsiks Auslieferung zweimal abgelehnt; der Europäische Haftbefehl ermöglichte jedoch die Auslieferung wegen Rassismus und Fremdenfeindlichkeit, auch dann, wenn das Delikt im ausliefernden Staat nicht strafbar ist.
Am 3. Dezember 2007 fand die zuvor wegen „Nichtgreifbarkeit des Betroffenen“ abgebrochene Berufungsverhandlung über das Urteil aus dem Jahr 1992 vor dem Oberlandesgericht Wien statt. Die Berufung wurde zurückgewiesen und die unbedingte Haftstrafe von 18 Monaten bestätigt.
Im Mai 2008 erhob die Staatsanwaltschaft Wien erneut Anklage gegen Honsik wegen NS-Wiederbetätigung. Im Fall eines Schuldspruchs im Sinn der Anklage drohten ihm bis zu 20 Jahre Haft. Am 27. April 2009 wurde er zu fünf Jahren Haft verurteilt. Der Schuldspruch wurde vom Obersten Gerichtshof bestätigt und die Höhe der Strafe am 1. März 2010 vom Wiener Oberlandesgericht auf vier Jahre reduziert.
Im Juli 2010 wurde der Prozess wegen Passagen in Honsiks Büchern Schelm und Scheusal und Der Juden Drittes Reich fortgesetzt, mit denen er Simon Wiesenthal und anderen Juden unterstellt hatte, sie hätten den Holocaust erfunden, um von dessen Vermarktung zu profitieren. Am 9. September erging ein erstinstanzliches Urteil (nicht rechtskräftig) von weiteren zwei Jahren Haft, womit die Gesamtstrafe sechs Jahre betragen hätte. In diesem Zusammenhang wurde Honsik durch den Gaskammerleugner und Engelwerk-Aktivisten Martin Humer inhaltlich unterstützt.
Am 8. September 2011 wurde Honsik wegen seines hohen Alters und seiner sozialen Integration in Spanien vorzeitig aus der Haft entlassen. Er starb am 7. April 2018 in Ungarn, wo er ab 2017 gelebt hatte. Die Zeitung Die Presse berichtete, dass laut dem FPÖ-kritischen Portal „FPÖ Fails“ offenbar unter anderem Mitglieder der FPÖ kondolierten, „darunter ein Mitarbeiter des Infrastrukturministeriums oder eine Wiener FPÖ-Gemeinderätin“. Der Presse liegen nach eigenen Angaben Screenshots der bereits nach kurzer Zeit gelöschten Kondolenzen vor.

## Publikationen
- Freispruch für Hitler? 37 ungehörte Zeugen wider die Gaskammer. Herausgeber: Burgenländischer Kulturverband Wien, 1988
- Im Alcázar nichts Neues! Das Epos des Zwanzigsten Jahrhunderts. Göran Holming, Major a. D., 1998
- Rassismus legal? Halt dem Kalergi-Plan. 2005 2. Auflage ISBN 84-922725-5-4
- Der Blumenkrieg. Sollen meine Bücher brennen? Aus den gerichtlich verfolgten Gedichtbänden des einschlägig Vorbestraften. Burgenländische Kulturgesellschaft, 1990